# Kematen am Innbach
Kematen am Innbach est une commune autrichienne du district de Grieskirchen en Haute-Autriche.